# Liga de Países Bajos de balonmano femenino
La Liga de Países Bajos de balonmano femenino, conocida oficialmente como Nederlandse Handbal Eredivisie Dames, es la categoría más alta del sistema de liga nacional para clubes de balonmano femenino en los Países Bajos.
El Swift Roermond es el equipo con más títulos de la competición con diecinueve títulos, mientras que el VOC Amsterdam es el campeón defensor.

## Lista de campeones
- 1954 UDI 1896 Arnhem
- 1955 Hellas Den Haag
- 1956 NILOC Amsterdam
- 1957 Hellas Den Haag
- 1958 NILOC Amsterdam
- 1959 Zeeburg
- 1960 Zeeburg
- 1961 WLC Eindhoven
- 1962 NILOC Amsterdam
- 1963 Swift Roermond
- 1964 Swift Roermond
- 1965 Swift Roermond
- 1966 Swift Roermond
- 1967 Swift Roermond
- 1968 NILOC Amsterdam
- 1969 Swift Roermond
- 1970 Swift Roermond
- 1971 NILOC Amsterdam
- 1972 NILOC Amsterdam
- 1973 Swift Roermond
- 1974 Swift Roermond
- 1975 Swift Roermond
- 1976 Hellas Den Haag
- 1977 Hellas Den Haag
- 1978 Hellas Den Haag
- 1979 Swift Roermond
- 1980 Hellas Den Haag
- 1981 Hellas Den Haag
- 1982 Swift Roermond
- 1983 NILOC Amsterdam
- 1984 NILOC Amsterdam
- 1985 Ookmeer Amsterdam
- 1986 Ookmeer Amsterdam
- 1987 V&L Geleen
- 1988 Westfriesland SEW
- 1989 Westfriesland SEW
- 1990 V&L Geleen
- 1991 HV Aalsmeer
- 1992 Swift Roermond
- 1993 Swift Roermond
- 1994 Swift Roermond
- 1995 Swift Roermond
- 1996 Swift Roermond
- 1997 Swift Roermond
- 1998 Swift Roermond
- 1999 Westfriesland SEW
- 2000 VOC Amsterdam
- 2001 Westfriesland SEW
- 2002 Hellas Den Haag
- 2003 Westfriesland SEW
- 2004 Westfriesland SEW
- 2005 Hellas Den Haag
- 2006 Van der Voort/Quintus
- 2007 Van der Voort/Quintus
- 2008 VOC Amsterdam
- 2009 VOC Amsterdam
- 2010 VOC Amsterdam
- 2011 SV Dalfsen
- 2012 SV Dalfsen
- 2013 SV Dalfsen
- 2014 SV Dalfsen
- 2015 SV Dalfsen
- 2016 SV Dalfsen
- 2017 VOC Amsterdam
- 2018 VOC Amsterdam
- 2019 VOC Amsterdam
- 2020 Sin campeón
- 2021 Sin campeón
- 2022 HandbaL Venlo
- 2023 VOC Amsterdam
- 2024 HC Groot Venlo
- 2025 En juego[4]